# バツコー・ベルナデット
バツコー・ベルナデット（Baczkó　Bernadett 1986年1月8日- ）はハンガリーのブダペスト出身の柔道選手。階級は57kg級。身長164cm。

## 人物
2001年にはヨーロッパユースオリンピックフェスティバル52kg級で優勝した。2002年にはヨーロッパカデ57kg級で優勝を果たした。2004年にはヨーロッパジュニアでも優勝した。2006年の世界学生では2位だった。2007年の世界選手権では準決勝でスペインのイサベル・フェルナンデスに技ありで敗れたものの3位になった。続く嘉納杯でも3位だった。2008年の北京オリンピックでは準々決勝でオーストラリアのマリア・ペクリに指導1で敗れると、敗者復活戦でもフランスのバーバラ・アレルに技ありで敗れて7位に終わった。U23ヨーロッパ柔道選手権大会では優勝を飾った。2009年には階級を63kg級に変更した。

## 主な戦績
- 2001年 - ヨーロッパユースオリンピックフェスティバル　優勝(52k級)　3位
- 2002年 - ヨーロッパカデ選手権　優勝
- 2003年 - チェコ国際　3位
- 2003年 - U23ヨーロッパ柔道選手権大会　2位
- 2003年 - ヨーロッパジュニア　2位
- 2004年 - ブルガリア国際　3位
- 2004年 - ヨーロッパジュニア　優勝
- 2005年 - ヨーロッパジュニア　2位
- 2005年 - U23ヨーロッパ柔道選手権大会　3位
- 2006年 - ハンガリー国際　優勝
- 2006年 - ロシア国際　3位
- 2006年 - ヨーロッパ選手権　5位
- 2006年 - U23ヨーロッパ柔道選手権大会　3位
- 2006年 - 世界学生　2位
- 2007年 - ロシア国際　5位
- 2007年 - 世界選手権　3位
- 2007年 - 嘉納杯　3位
- 2008年 - ハンガリー国際　3位
- 2008年 - イタリア国際　優勝
- 2008年 - 北京オリンピック　7位
- 2008年 - U23ヨーロッパ柔道選手権大会　優勝
- 2008年 - 嘉納杯　7位
- 2009年 - ワールドカップ・プラハ　2位
- 2009年 - グランプリ・チュニス　3位
- 2011年 - グランプリ・デュッセルドルフ　5位